# Altihoratosphaga nomima
Altihoratosphaga nomima is een rechtvleugelig insect uit de familie sabelsprinkhanen (Tettigoniidae). De wetenschappelijke naam van deze soort is voor het eerst geldig gepubliceerd in 1896 door Karsch.